# 奧普梅爾
奧普梅爾（荷蘭語：Opmeer，發音：[ˌɔpˈmeːr] ⓘ）是荷蘭北荷兰省的一個市鎮和城市，位於西弗里斯兰。當地政府提供有在線訊息和新聞服務。

## 外部連結
- 维基共享资源上的相關多媒體資源：奧普梅爾
- 官方网站 （页面存档备份，存于）